# Landeskommissärbezirk Freiburg
Der Landeskommissärbezirk Freiburg war nach dem Gesetz über die Organisation der Inneren Verwaltung vom 5. Oktober 1863 einer von vier Landeskommissärbezirken in Baden mit Sitz in Freiburg im Breisgau. 
Neben dem Landeskommissärbezirk Freiburg gab es noch den Landeskommissärbezirk Karlsruhe, den Landeskommissärbezirk Konstanz und den Landeskommissärbezirk Mannheim.

## Geschichte
Die bisherigen vier Kreise wurden aufgelöst und die nunmehr 59 Bezirksämter direkt dem Ministerium des Innern unterstellt. Als Aufsichtsbehörde wurden den staatlichen Bezirksämtern und den neuen als Selbstverwaltungsorganisationen ausgebildeten Kreisen vier Landeskommissäre im Rang von Ministerialräten als Aufsichtsorgane vorgesetzt. Die Aufgaben der Landeskommissäre wurden in der Vollzugsverordnung zum Gesetze über die Organisation der Inneren Verwaltung; insbesondere die Einrichtung und Zuständigkeit der Behörden und das Verfahren betreffend vom 12. Juli 1864 festgelegt. 
Als erster Landeskommissär wurde von Großherzog Friedrich I. am 11. Juli 1864 der bisherige Direktor der Regierung des Oberrheinkreises, Friedrich Theodor Schaaff, ernannt. Er war für die Kreise Lörrach, Waldshut und Freiburg zuständig. Nach der Pensionierung von Schaaf am 8. Oktober 1866 wurde der Kreis Waldshut an den Landeskommissärbezirk Konstanz abgegeben. Dafür kam der Kreis Offenburg vom Landeskommissärbezirk Karlsruhe zum Landeskommissärbezirk Freiburg.

## Kreise und Bezirksämter (1864–1939)

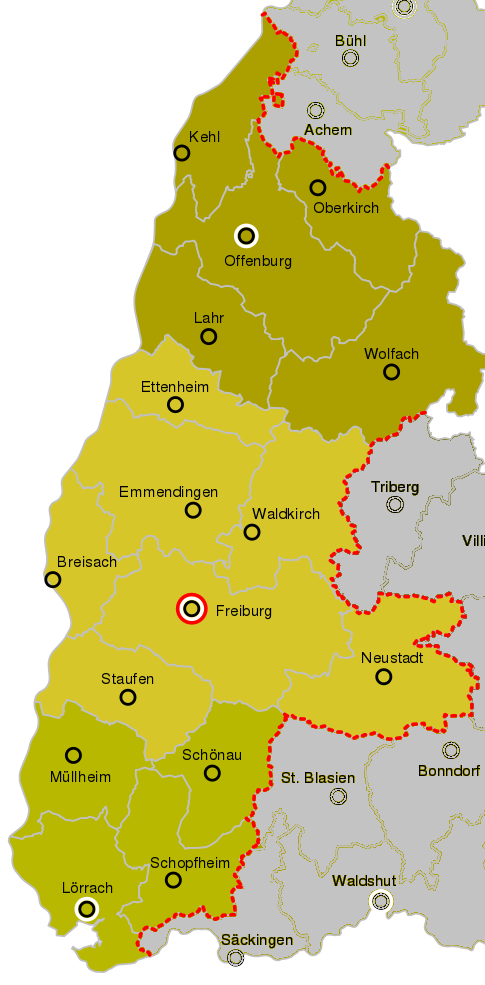
Der Landeskommissärbezirk Freiburg von 1864–1939 mit den Kreisen Freiburg, Lörrach und Offenburg sowie nachgeordneten Bezirksämtern

Dem Landeskommissärbezirk Freiburg waren von 1864 bis 1939 folgende Kreise und Bezirksämter unterstellt:

### Kreis Freiburg
1. Bezirksamt Breisach (1924 aufgehoben)[5]
2. Bezirksamt Emmendingen
3. Bezirksamt Ettenheim (1924 aufgehoben)[6]
4. Bezirksamt Freiburg
5. Bezirksamt Kenzingen (1872 aufgehoben)[7]
6. Bezirksamt Neustadt
7. Bezirksamt Staufen (1936 aufgehoben)[8]
8. Bezirksamt Waldkirch (1936 aufgehoben)[9]

### Kreis Lörrach
1. Bezirksamt Lörrach
2. Bezirksamt Müllheim
3. Bezirksamt Schönau (1924 aufgehoben)[10]
4. Bezirksamt Schopfheim (1936 aufgehoben; effektiv erst per 1. April 1938)[11]

### Kreis Offenburg
1. Bezirksamt Gengenbach (1872 aufgehoben)[12]
2. Bezirksamt Kehl (bis 1881 Bezirksamt Kork)[13]
3. Bezirksamt Lahr
4. Bezirksamt Oberkirch (1936 aufgehoben)[14]
5. Bezirksamt Offenburg
6. Bezirksamt Wolfach

## Stadt- und Landkreise (1939–1945)
Dem Landeskommissärbezirk Freiburg waren von 1939 bis 1945 folgende Stadt- und Landkreise unterstellt:

### Stadtkreis
- Freiburg im Breisgau

### Landkreise
- Landkreis Emmendingen
- Landkreis Freiburg
- Landkreis Kehl
- Landkreis Lahr
- Landkreis Lörrach
- Landkreis Müllheim
- Landkreis Neustadt, später Landkreis Hochschwarzwald
- Landkreis Offenburg
- Landkreis Wolfach

## Landeskommissäre
- 1864–1866: Friedrich Theodor Schaaff
- 1866–1877: Gottlieb Jonathan Winter
- 1877–1886: Franz Sales Hebting
- 1886–1896: Carl Siegel
- 1896–1900: Richard Reinhard
- 1900–1908: Max Föhrenbach[15]
- 1908–1913: Alexander Pfisterer[16]
- 1913–1917: Julius Becker[17]
- 1919–1927: Karl Schneider
- 1927: Hermann Kiefer[18]
- 1927–1945: Paul Schwoerer
- 1945–1946: Manfred Pfister (kommissarisch)